# Prasophyllum constrictum
Prasophyllum constrictum är en orkidéart som beskrevs av Richard Sanders Rogers. Prasophyllum constrictum ingår i släktet Prasophyllum och familjen orkidéer. Inga underarter finns listade i Catalogue of Life.